# Raoul Laparra

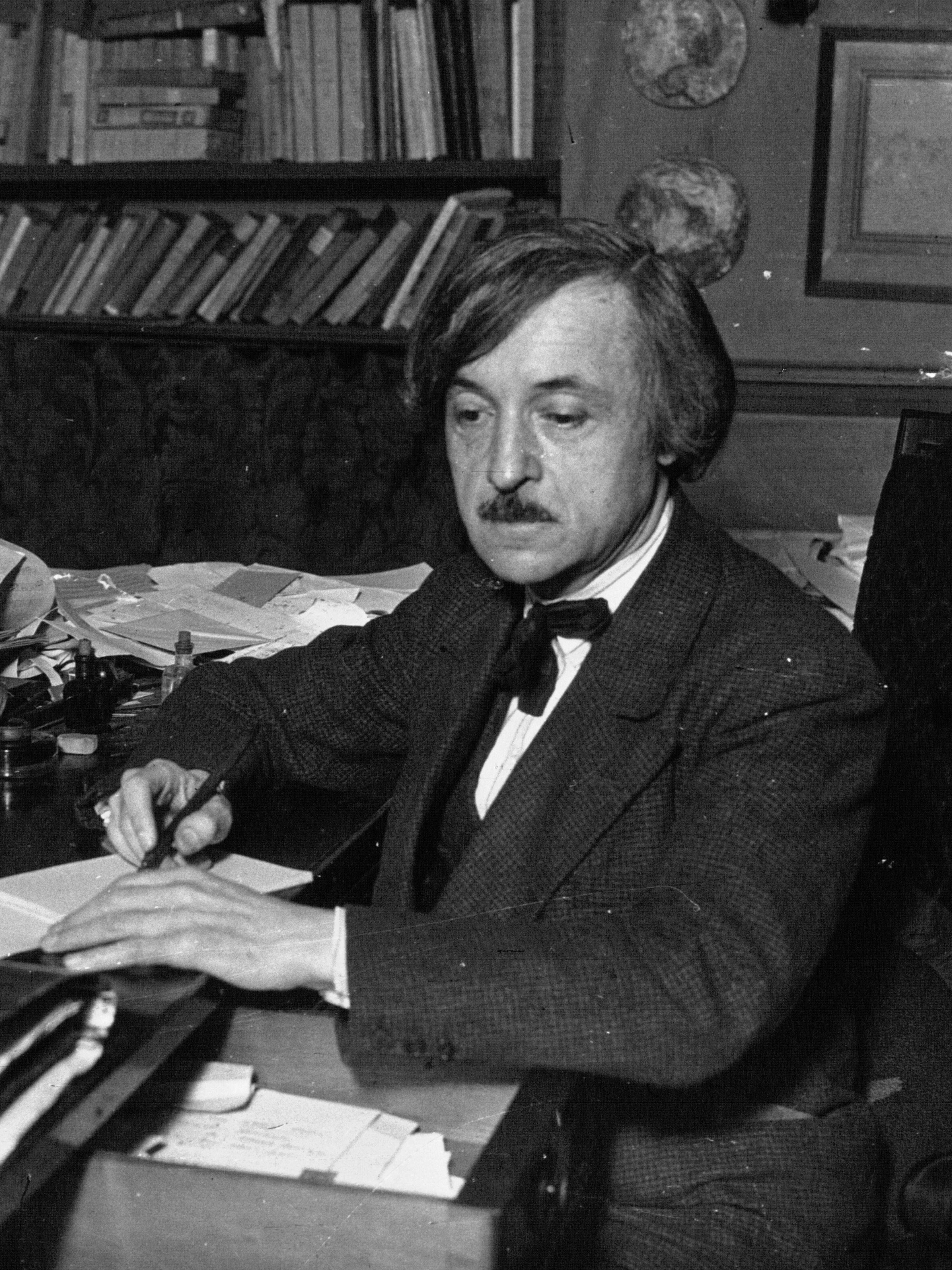
Raoul Laparra (1931)

Raoul Laparra (* 13. Mai 1876 in Bordeaux; † 4. April 1943 in Suresnes) war ein französischer Komponist.
Raoul Laparra studierte am Pariser Konservatorium bei André Gedalge, Jules Massenet, Gabriel Fauré und Albert Lavignac. 1903 gewann er mit der Kantate Ulysse den Premier Grand Prix de Rome. 1938 wurde er Mitglied der Académie royale des Sciences, des Lettres et des Beaux-Arts de Belgique (Classe des Beaux-Arts).
Laparra arbeitete als Musikkritiker für die Zeitschriften Ménestrel und Matin und unterrichtete am Pariser Konservatorium. Zu seinen Schülern zählten unter anderem Claude Champagne und Cemal Reşit Rey. In seinen Kompositionen finden sich häufig Einflüsse spanischer und baskischer Volksmusik.

## Werke
- Peau d’âne, Oper, UA 1899
- La Habanera, Drame lyrique, 1900–1903
- Amphitryon, Schauspielmusik zu dem Stück von Molière, 1904–1907
- La Jota, Conte lyrique, 1908–1911
- Le Joueur de viole, Conte lyrique, UA 1925
- Le Livre de l’aurore, Suite für Flöte und Klavier, 1926
- Las Toreras, Zarzuela nach Tirso de Molina, UA 1929
- L’Illustre Frégona, Zarzuela nach Miguel de Cervantes, UA 1931